# Alliance-Marsch
Alliance-Marsch, op. 158, är en marsch av Johann Strauss den yngre. Den spelades första gången den 26 december 1854 i Volksgarten i Wien.

## Bakgrund
I juli 1853 invaderade ryska trupper Moldavien och Valakiet i ett försök att få dominans på Balkan och i området runt Bosporen. Turkiet, som vid denna tid innehade suveränitet över regionerna, förklarade krig mot Ryssland. Tsar Nikolaj I av Ryssland hade försökt vinna över Österrike att stödja hans politik och tsaren hade personligen rest till Olomouc (i nuvarande Tjeckien) för att be den den unge kejsaren Frans Josef att ingripa på Rysslands sida. Generalerna var redo att gå med på tsarens önskan, men politikerna - under påverkan av den åldrige furste Metternich - motsatte sig det hela eftersom Storbritannien och Frankrike var i allians emot Ryssland. En ambassadkonferens i Wien, där diplomater från Österrike, Preussen, Storbritannien och Frankrike deltog, slutade den 9 april 1854 med undertecknandet av ett protokoll för att garantera det turkiska territoriet. Ryssland, som hade varit Österrikes allierade i mer än ett sekel, skulle aldrig förlåta Österrike för att landet förblev neutral i det kommande kriget.
De allierade landsteg på Krim den 14 september och började belägringen av sjöfartsbasen i Sevastopol 14 dagar senare. (Namnet Krimkriget härrör från denna åtgärd.) 

## Historia
"Den unge Strauss, som lärt av sin fader att alltid hålla wienarna på gott humör med sin violin, tar omedelbart varje politisk möjlighet till hjälp att uppdatera sina kompositioner. Sålunda har han nu komponerat en Alliance-Marsch..."
Den "politisk möjlihet" som tidningen Ost-Deutsche Post refererar till i sin upplaga den 28 december 1854 var kungörelsen från den 16 december att "Alliansfördraget" ("Allianz-Vertrag") hade undertecknats av ambassadören Baron Franz Adolph Bourqueney (för Frankrike) och John Fane Earl of Westmorland (för Storbritannien). 
Strauss dirigerade första framförandet av sin Alliance-Marsch i Volksgarten den 26 december 1854. Han hade tidigare komponerat ytterligare en marsch som hade anknytning till händelserna: Napoleon-Marsch (op. 156). Orkesternoterna troddes länge vara förkomna men återfanns i slutet av 1900-talet.

## Om marschen
Speltiden är ca 2 minuter och 45 sekunder plus minus några sekunder beroende på dirigentens musikaliska tolkning.

## Weblänkar
- Alliance-Marsch i Naxos-utgåvan.